# In the Heart of a Woman
"In the Heart of a Woman" é uma canção escrita por Keith Hinton e Brett Cartwright, e gravada pelo cantor country Billy Ray Cyrus no álbum It Won't Be the Last.
A canção atingiu o 3 lugar na Billboard Hot Country Songs.

## Posições nas paradas musicais
| Paradas (1993)                               | Posições |
| -------------------------------------------- | -------- |
| Canadian RPM Country Tracks                  | 1        |
| Estados Unidos (Billboard Hot 100)           | 76       |
| Estados Unidos (Billboard Hot Country Songs) | 3        |